# Acolutha subrotunda
Acolutha subrotunda är en fjärilsart som beskrevs av Louis Beethoven Prout 1922. Acolutha subrotunda ingår i släktet Acolutha och familjen mätare. Inga underarter finns listade i Catalogue of Life.